# 수페르리가 엘라다
수페르리가 엘라다 1(그리스어: Ελληνική Σούπερ Λιγκ 1)은 그리스의 최상위 축구 리그이다. 엘라다는 그리스인들이 자기 나라를 부르는 말이다.
2006년, 수페르리가 엘라다는 그때까지 그리스 1부 리그였던 알파 에스니키(Α΄ Εθνική)를 대체하며 최상위 프로 축구 리그로 탄생하였다. 알파 에스니키는 이전에 계속되오던 범그리스 챔피언십을 대신하여 1959년에 만들어진 대회로써, 기존의 아마추어 리그에서 프로 리그로 전환된 형태였다. 그 때까지 범그리스 챔피언십은 아테네, 피레아스, 테살로니키, 파트라와 같은 대형 축구 연맹만이 참가하는 컵대회 형식의 그리스 최고 리그였다. 범그리스 챔피언십은 1906년에 시작되어 1959년에 알파 에스니키가 탄생할 때까지 계속되어 왔었다. 과거에는 키프로스의 구단들도 그리스 리그에 참가한 적이 있었다.

## 구성
그리스 축구 연맹은 축구 리그 시스템 개편의 일환으로 2019-20 시즌부터 수페르리가 참가팀을 14개팀으로 줄이고 키프로스 1부 리그와 같이 스플릿 시스템을 도입하기로 결정했다. 14개 클럽이 매 시즌마다 각각 26경기씩 치르고 정규 시즌 종료 후 상위 6개팀은 상위 스플릿으로 가서 리그 챔피언과 유럽 대항전 참가팀을 결정하며 하위 8개팀은 하위 스플릿으로 가서 최하위 두 팀은 2부 리그인 수페르리가 2로 강등되고 2부 리그의 상위 두 팀이 수페르리가로 승격하게 된다.
수페르리가는 2장의 UEFA 챔피언스리그 진출권을 가지고 있다. 상위 스플릿 1위팀은 3차 예선에 나가게 되고, 2위는 2차 예선에 나간다. 또한 3,4위팀은 UEFA 유로파리그 2차 예선에 나간다. 그리고 그리스 컵(그리스어: Κύπελλο Ελλάδος) 우승팀은 3차 예선에 나간다.
- 2020년 UEFA 계수에서 수페르리가는 리그 랭킹이 14위에 17위로 하락함에 따라 이를 반영하는 2021-22 UEFA 챔피언스리그와 UEFA 유로파리그 진출권이 각각 한장씩 줄어들 예정이다.

리그에서 우승한 팀에게는 그리스 컵 우승 팀과 함께 맞붙을 수 있는 그리스 슈퍼 컵 참가 자격이 주어진다.

## UEFA 리그 계수 순위
| 순위 | 리그          | 점수   |
| ---- | ------------- | ------ |
| 17   | 수페르리가    | 27.825 |
| 18   | 프르바 HNL    | 25.400 |
| 19   | 수페르리가    | 25.225 |
| 20   | 리갓 하알     | 25.000 |
| 21   | Cyta 챔피언십 | 24.475 |

## 참가팀
| 2023-24 수페르리가 1  |                      |                                      |           |           |
| 구단명                | 순위 (2022-23)       | 홈구장                               | 최초 참가 | 우승 횟수 |
| AEK 아테네            | 우승                 | 아테네 올림픽 스타디움               | 1930-31   | 13        |
| 파나티나이코스        | 2위                  | 아포스톨로스 니콜라이디스 스타디움   | 1929-30   | 20        |
| 올림피아코스          | 3위                  | 예오르요스 카라이스카키스 스타디움   | 1929-30   | 48        |
| PAOK                  | 4위                  | 툼바 경기장                          | 1930-31   | 4         |
| 아리스                | 5위                  | 클레안티스 비켈리디스 경기장         | 1927-28   | 3         |
| 볼로스                | 6위                  | 판테살리코 스타디움                  | 2019-20   | 0         |
| OFI 크레타            | 7위                  | 테오도로스 바르디노지안니스 스타디움 | 1956-57   | 0         |
| 아트로미토스          | 8위                  | 페리스테리 스타디움                  | 1927-28   | 0         |
| 야니나                | 9위                  | 조시마데스 스타디움                  | 1974-75   | 0         |
| 아스테라스 트리폴리스 | 10위                 | 아스테라스 트리폴리스 경기장         | 2007-08   | 0         |
| 파네톨리코스          | 11위                 | 파네톨리코스 스타디움                | 1954-55   | 0         |
| 라미아                | 12위                 | 라미아 시립 경기장                   | 2017-18   | 0         |
| 판세라이코스          | 수페르리가2 북부 1위 | 세레스 현립 경기장                   | 1965-66   | 0         |
| 키피시아              | 수페르리가2 남부 1위 | 게오르기오스 카마라스 스타디움       | 2023-24   | 0         |

## 역대 우승 팀
| 범그리스 챔피언십 |                |
| 시즌              | 우승 팀        |
| 1927-28           | 아리스         |
| 1928-29           | 미개최         |
| 1929-30           | 파나시나이코스 |
| 1930-31           | 올림피아코스   |
| 1931-32           | 아리스         |
| 1932-33           | 올림피아코스   |
| 1933-34           | 올림피아코스   |
| 1934-35           | 미개최         |
| 1935-36           | 올림피아코스   |
| 1936-37           | 올림피아코스   |
| 1937-38           | 올림피아코스   |
| 1938-39           | AEK 아테네     |
| 1939-40           | AEK 아테네     |
| 1940-41           | 미개최         |
| 1941-42           | 미개최         |
| 1942-43           | 미개최         |
| 1943-44           | 미개최         |
| 1944-45           | 미개최         |
| 1945-46           | 아리스         |
| 1946-47           | 올림피아코스   |
| 1947-48           | 올림피아코스   |
| 1948-49           | 파나시나이코스 |
| 1949-50           | 미개최         |
| 1950-51           | 올림피아코스   |
| 1951-52           | 미개최         |
| 1952-53           | 파나시나이코스 |
| 1953-54           | 올림피아코스   |
| 1954-55           | 올림피아코스   |
| 1955-56           | 올림피아코스   |
| 1956-57           | 올림피아코스   |
| 1957-58           | 올림피아코스   |
| 1958-59           | 올림피아코스   |

| 알파 에스니키 |                 |
| 시즌          | 우승 팀         |
| 1959-60       | 파나시나이코스  |
| 1960-61       | 파나시나이코스  |
| 1961-62       | 파나시나이코스  |
| 1962-63       | AEK 아테네      |
| 1963-64       | 파나시나이코스  |
| 1964-65       | 파나시나이코스  |
| 1965-66       | 올림피아코스    |
| 1966-67       | 올림피아코스    |
| 1967-68       | AEK 아테네      |
| 1968-69       | 파나시나이코스  |
| 1969-70       | 파나시나이코스  |
| 1970-71       | AEK 아테네      |
| 1971-72       | 파나시나이코스  |
| 1972-73       | 올림피아코스    |
| 1973-74       | 올림피아코스    |
| 1974-75       | 올림피아코스    |
| 1975-76       | PAOK 테살로니키 |
| 1976-77       | 파나시나이코스  |
| 1977-78       | AEK 아테네      |
| 1978-79       | AEK 아테네      |
| 1979-80       | 올림피아코스    |
| 1980-81       | 올림피아코스    |
| 1981-82       | 올림피아코스    |
| 1982-83       | 올림피아코스    |
| 1983-84       | 파나시나이코스  |
| 1984-85       | PAOK 테살로니키 |
| 1985-86       | 파나시나이코스  |
| 1986-87       | 올림피아코스    |
| 1987-88       | 라리사          |
| 1988-89       | AEK 아테네      |
| 1989-90       | 파나시나이코스  |
| 1990-91       | 파나시나이코스  |

| 알파 에스니키 |                |
| 시즌          | 우승 팀        |
| 1991-92       | AEK 아테네     |
| 1992-93       | AEK 아테네     |
| 1993-94       | AEK 아테네     |
| 1994-95       | 파나시나이코스 |
| 1995-96       | 파나시나이코스 |
| 1996-97       | 올림피아코스   |
| 1997-98       | 올림피아코스   |
| 1998-99       | 올림피아코스   |
| 1999-00       | 올림피아코스   |
| 2000-01       | 올림피아코스   |
| 2001-02       | 올림피아코스   |
| 2002-03       | 올림피아코스   |
| 2003-04       | 파나시나이코스 |
| 2004-05       | 올림피아코스   |
| 2005-06       | 올림피아코스   |

| 수페르리가 엘라다 |                 |
| 시즌              | 우승 팀         |
| 2006-07           | 올림피아코스    |
| 2007-08           | 올림피아코스    |
| 2008-09           | 올림피아코스    |
| 2009-10           | 파나시나이코스  |
| 2010-11           | 올림피아코스    |
| 2011-12           | 올림피아코스    |
| 2012-13           | 올림피아코스    |
| 2013-14           | 올림피아코스    |
| 2014-15           | 올림피아코스    |
| 2015-16           | 올림피아코스    |
| 2016-17           | 올림피아코스    |
| 2017-18           | AEK 아테네      |
| 2018-19           | PAOK 테살로니키 |

| 수페르리가 1 |                 |
| 2019-20      | 올림피아코스    |
| 2020-21      | 올림피아코스    |
| 2021-22      | 올림피아코스    |
| 2022-23      | AEK 아테네      |
| 2023-24      | PAOK 테살로니키 |
| 2024-25      | 올림피아코스    |

## 방송중계
- 쿠팡플레이(대한민국)